# Ercole Spada
Ercole Spada (Busto Arsizio, 26 de julio de 1937-3 de agosto de 2025) fue un diseñador de automóviles italiano. Sus diseños más destacados pertenecen a la década de 1960, de la casa Zagato, de la que Spada era el jefe de estilismo. Durante este periodo de tiempo, algunos de los deportivos más destacados, como Aston Martin, Ferrari, Maserati o Alfa Romeo, Abarth, Fiat y Lancia, portaban diseños de Spada.

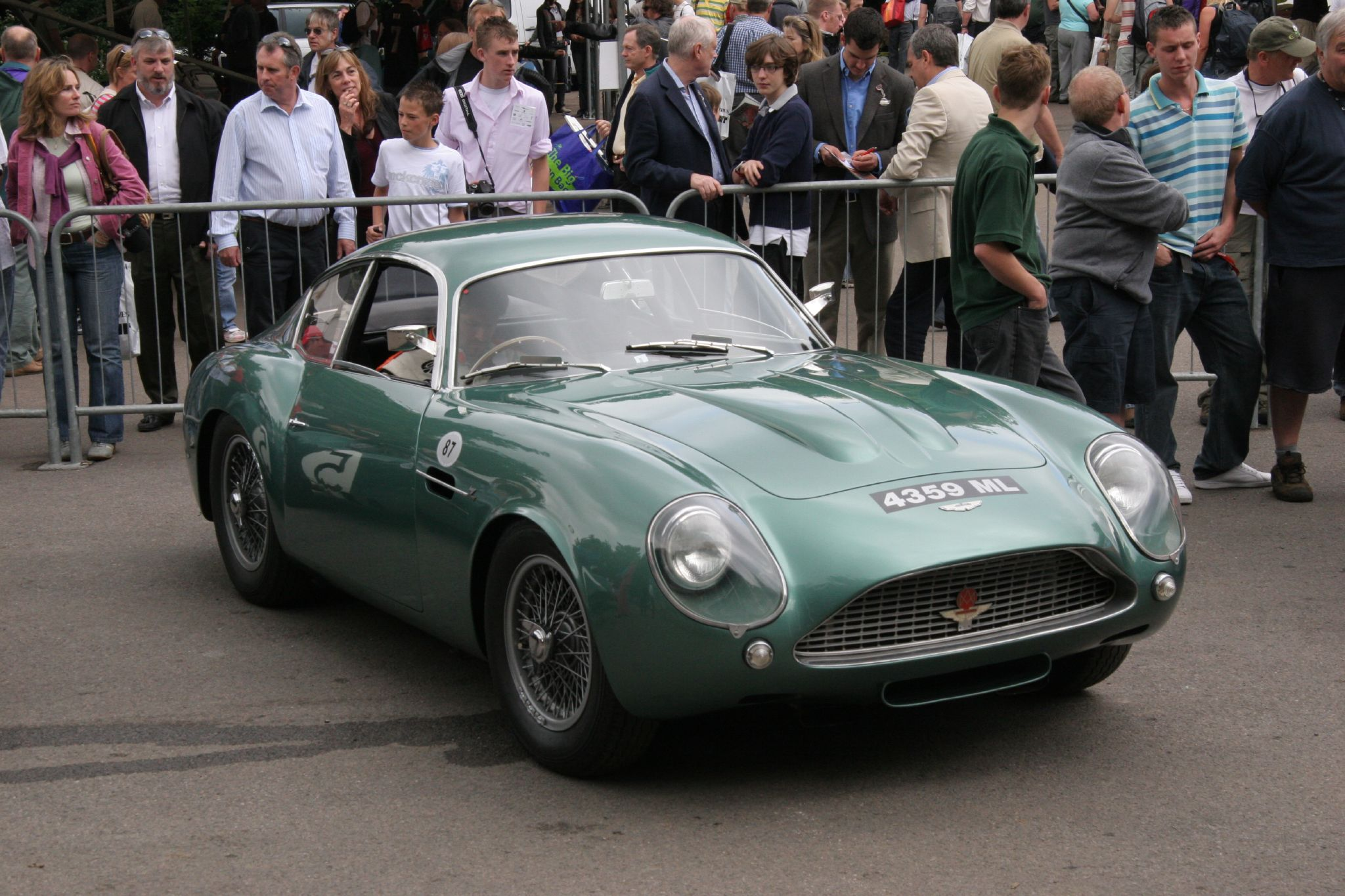
Aston Martin DB4 GT Zagato de Ercole Spada, en la época de Zagato

## Trasfondo y comienzo
Spada hizo un grado en Ingeniería industrial en el instituto técnico Feltrinelli en 1956. Tras el servicio militar, Spada entró en Zagato, en febrero de 1960. El primer diseño creado por Spada fue el Aston Martin DB4 GT Zagato. 

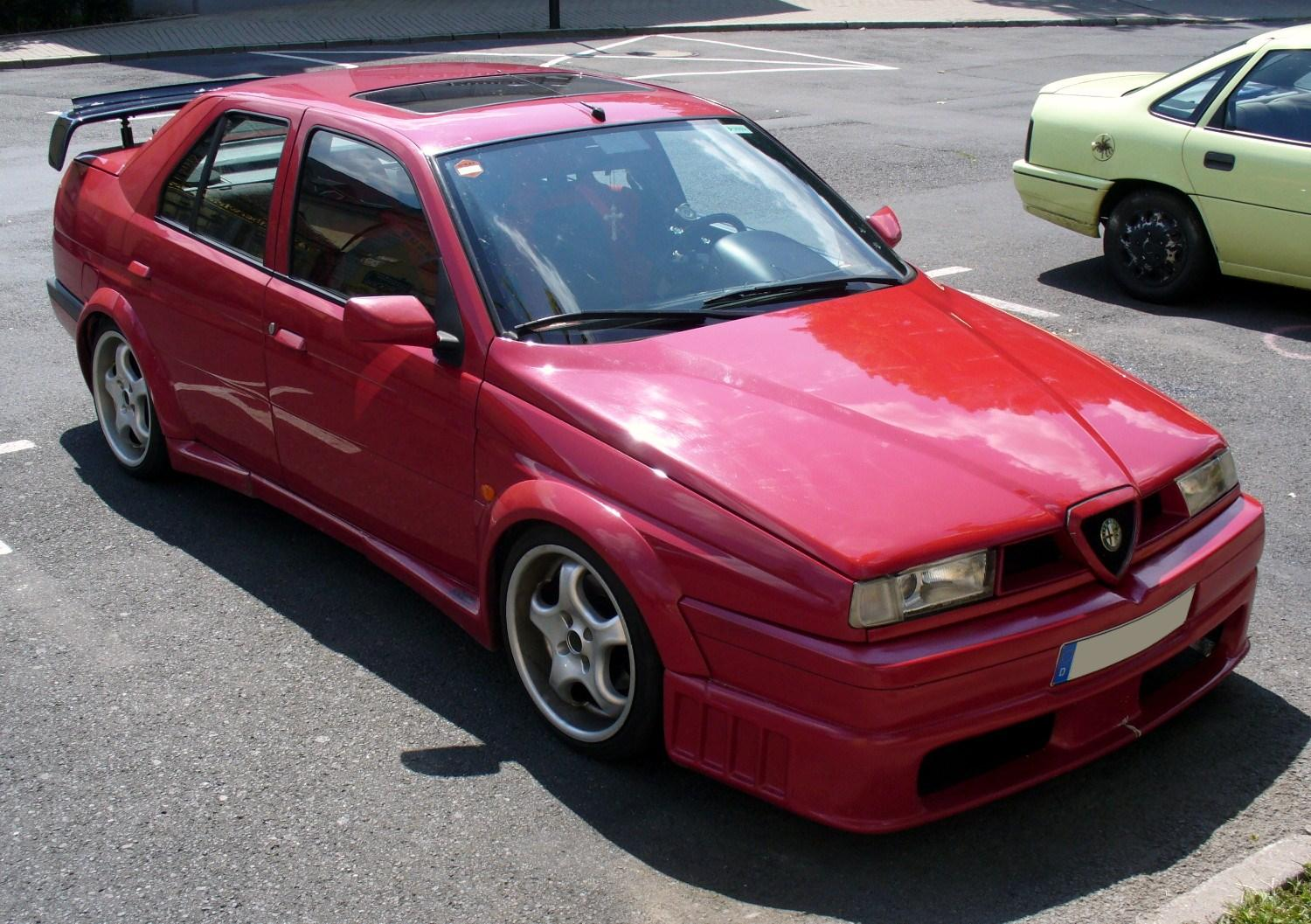
Alfa Romeo 155, con un kit de estilo DTM

## BMW
Tras dejar Ford y una corta estancia en Audi, Spada entró en el centro de diseño de BMW como jefe de estilismo en 1976. Durante su estancia en BMW, Spada creó dos de los mejores modelos con Claus Luthe, el BMW E32 Serie 7 (1986–1994) y el BMW E34 Serie 5 (1988–1996). Ambos con un toque clásico similar, con líneas progresivas; un diseño que contribuyó mucho al éxito de la empresa alemana.

## I.DE.A
En 1983, Spada volvió a liderar la casa de diseño italiana, esta vez en I.DE.A Institute, donde diseñó coches del segmento C y el segmento F; en Fiat los pioneros, Tipo y Tempra, hermanos de los Lancia Dedra y Delta II, así como del Kappa. Otros diseños incluían al Alfa Romeo 155 y el Daihatsu Move. Durante su estancia en I.DE.A Institute, Spada compitió y ganó contratos de Fiat, haciéndolo competidor directo del diseñador italiano, Giorgetto Giugiaro.

## Zagato
En 1992 volvió a Zagato, con las pilas de la creatividad cargadas, lo que llevó a la introducción del Ferrari FZ93, basado en el 512 TR.

## Spadaconcept
Spada continuó su trabajo como diseñador. Junto a su hijo, Paulo Spada, crearon Spadaconcept, una nueva diseñadora enfocada al diseño industrial y la automoción.
Diseños destacados:
- 1960,  Aston Martin DB4 GT Zagato
- 1960,  Alfa Romeo Giulietta SZ
- 1960,  O.S.C.A 1600 GTZ
- 1962,  Alfa Romeo 2600 SZ
- 1962,  Lancia Flavia Sport
- 1963,  Alfa Romeo Giulia TZ
- 1963,  Lancia Flaminia Super Sport
- 1965,  Lancia Fulvia Sport
- 1967,  Lancia Flavia Super Sport[2]
- 1967,  Rover 2000 TCZ
- 1969,  Alfa Romeo Junior Z
- 1969,  Volvo GTZ
- 1970,  Volvo GTZ 3000
- 1970,  Ford GT 70
- 1972,  Iso Varedo
- 1973,  Alfa Romeo Scarabeo II
- 1987,  BMW Serie 7 (E32)
- 1988,  BMW Serie 5 (E34)
- 1988,  Fiat Tipo
- 1989,  Lancia Dedra
- 1990,  Fiat Tempra
- 1992,  Alfa Romeo 155
- 1993,  Ferrari FZ93, llamado ES1[3]
- 1993,  Lancia Delta II
- 1993,  Nissan Terrano II
- 1994,  Lancia Kappa
- 2001,  OSCA 2500 GT Dromos
- 2008, Spada Codatronca

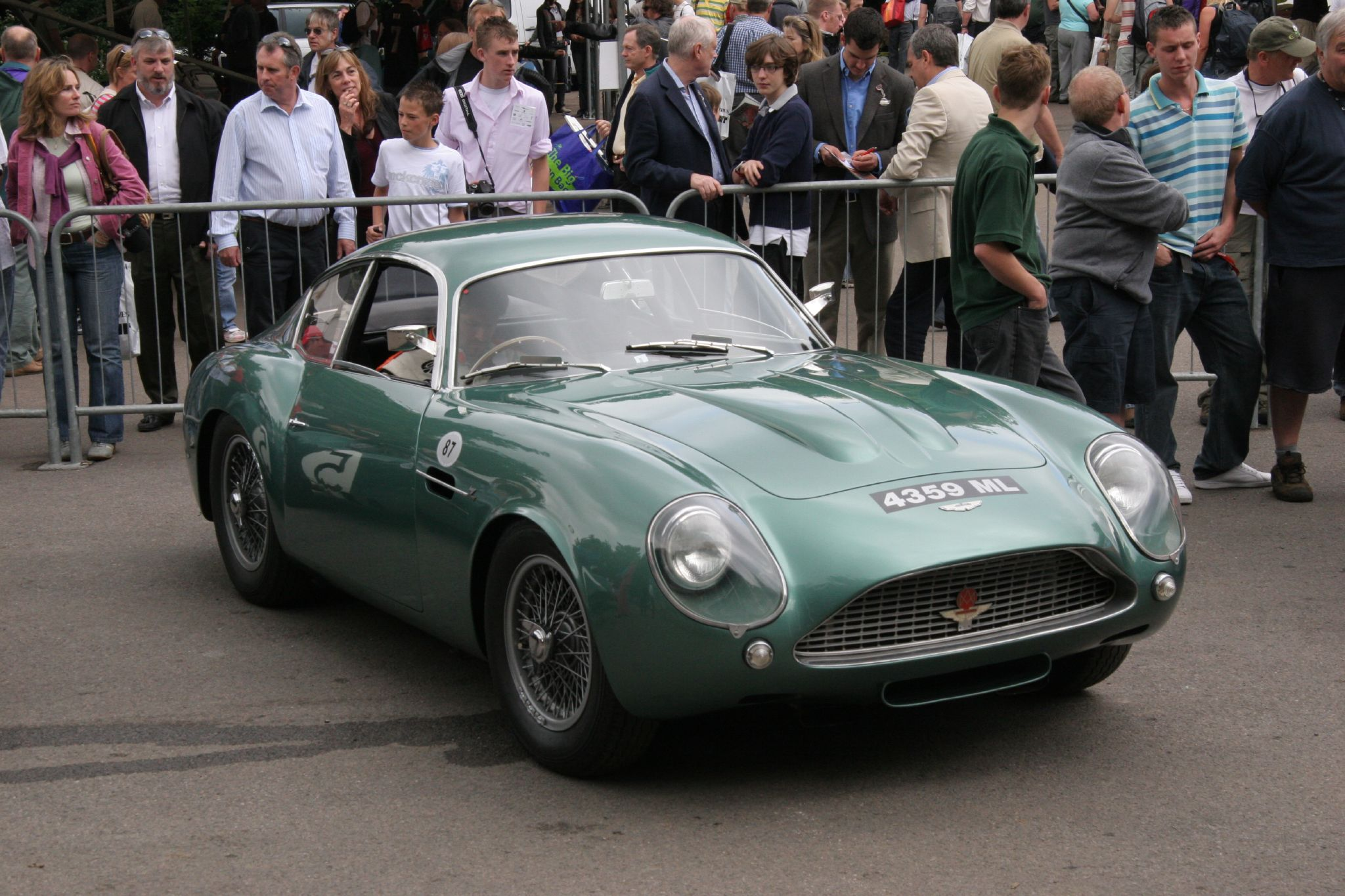
Aston Martin DB4 GT Zagato
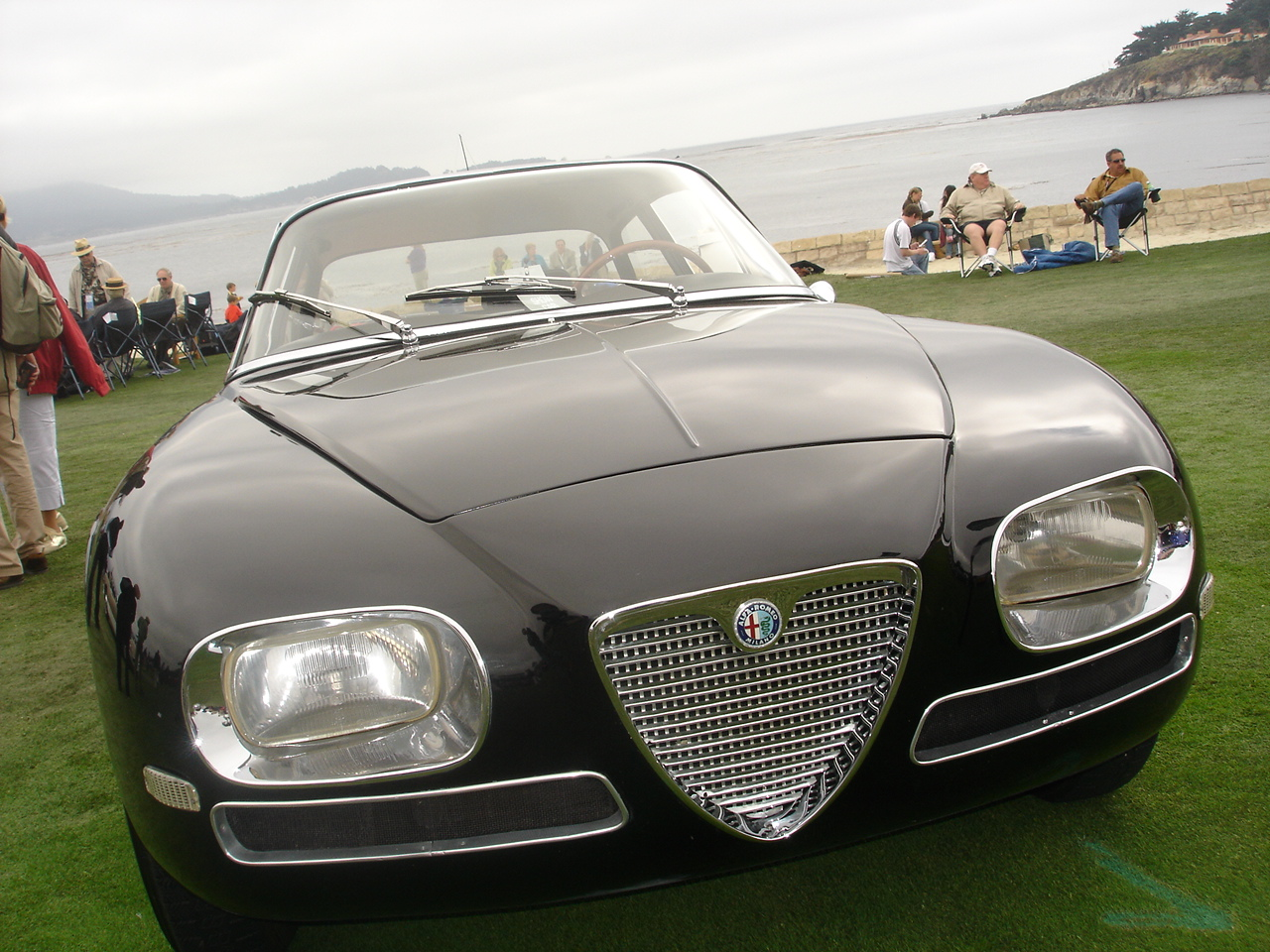
Alfa Romeo 2600 SZ
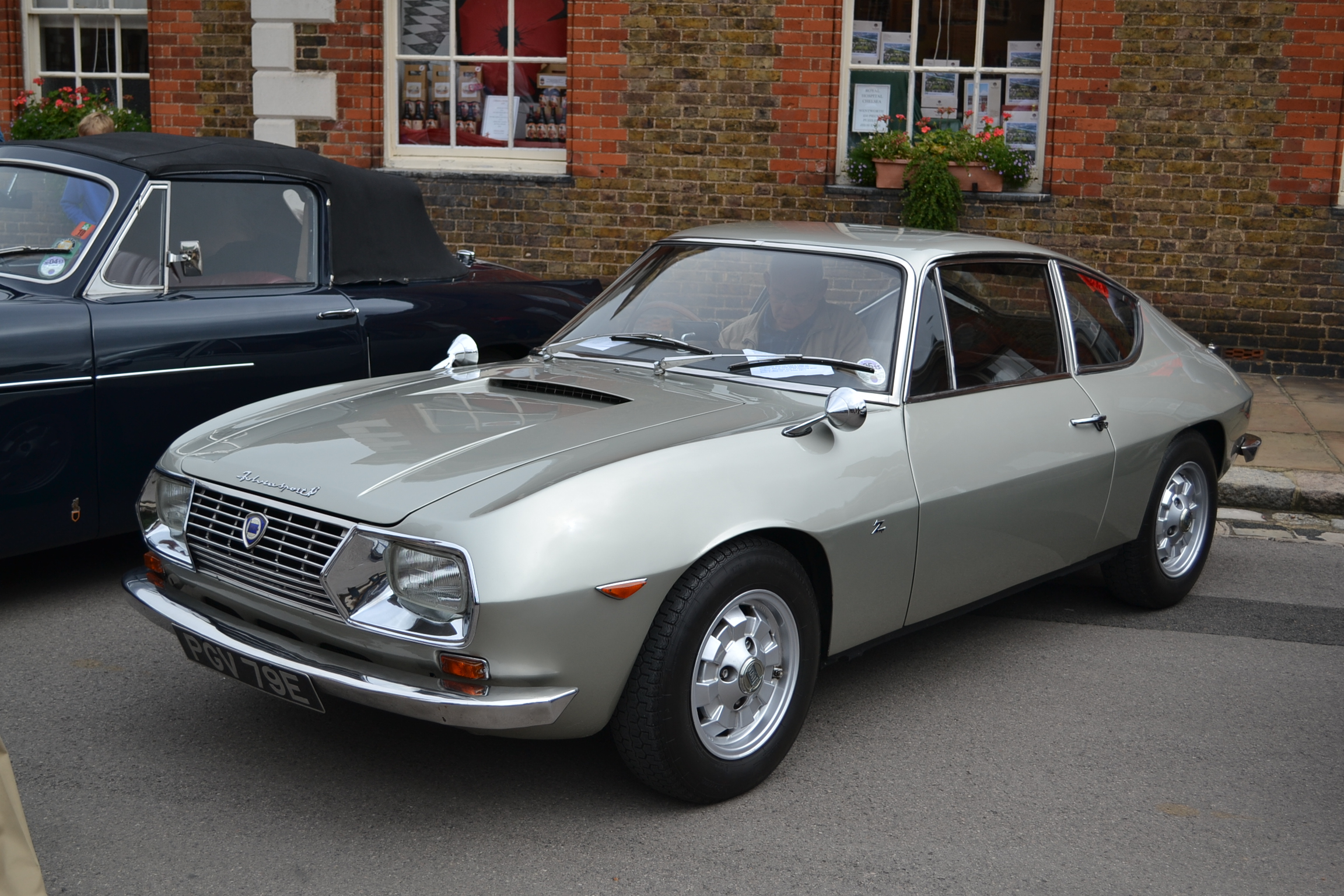
Lancia Fulvia Sport Serie I 1.3 S
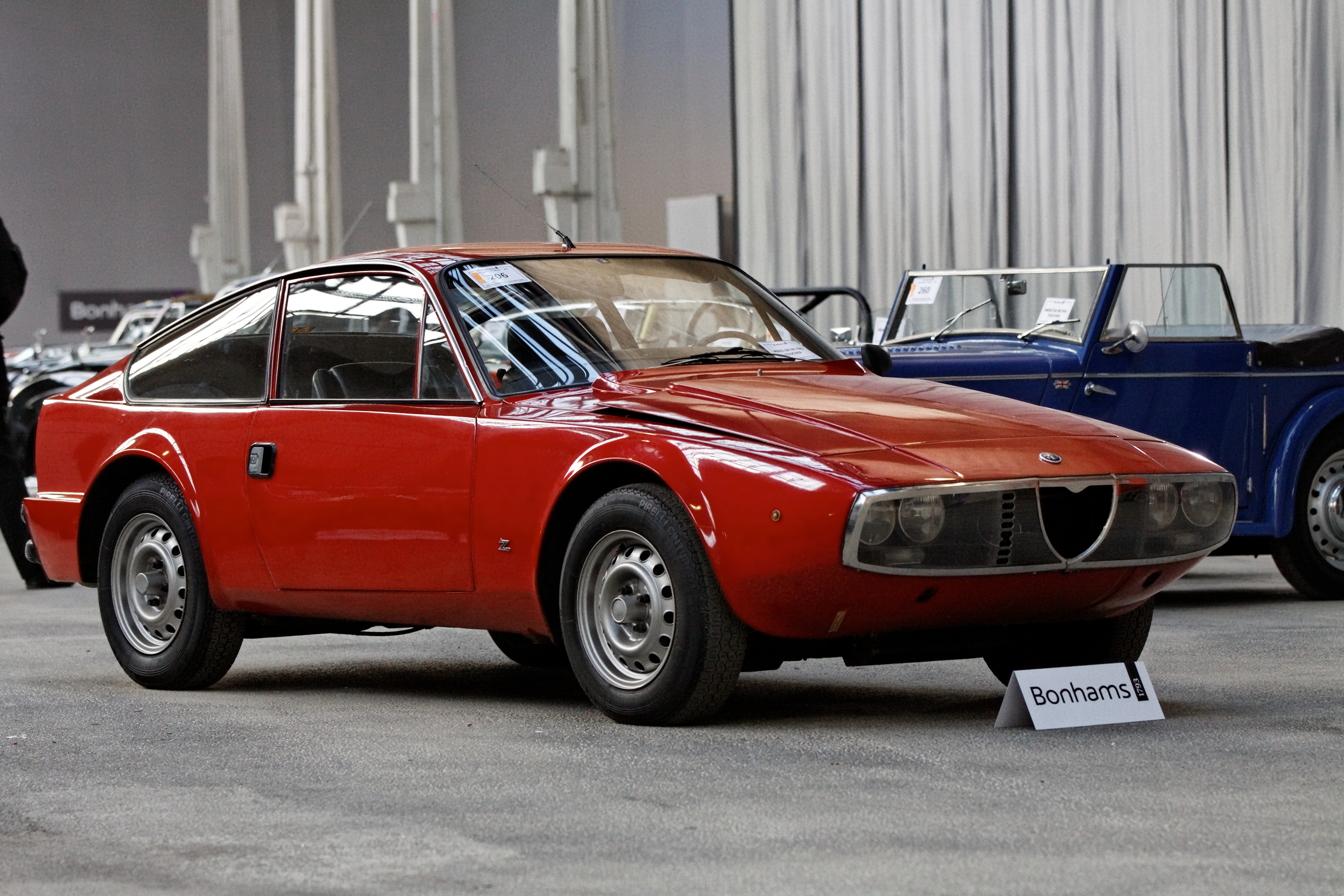
Alfa Romeo Junior Z
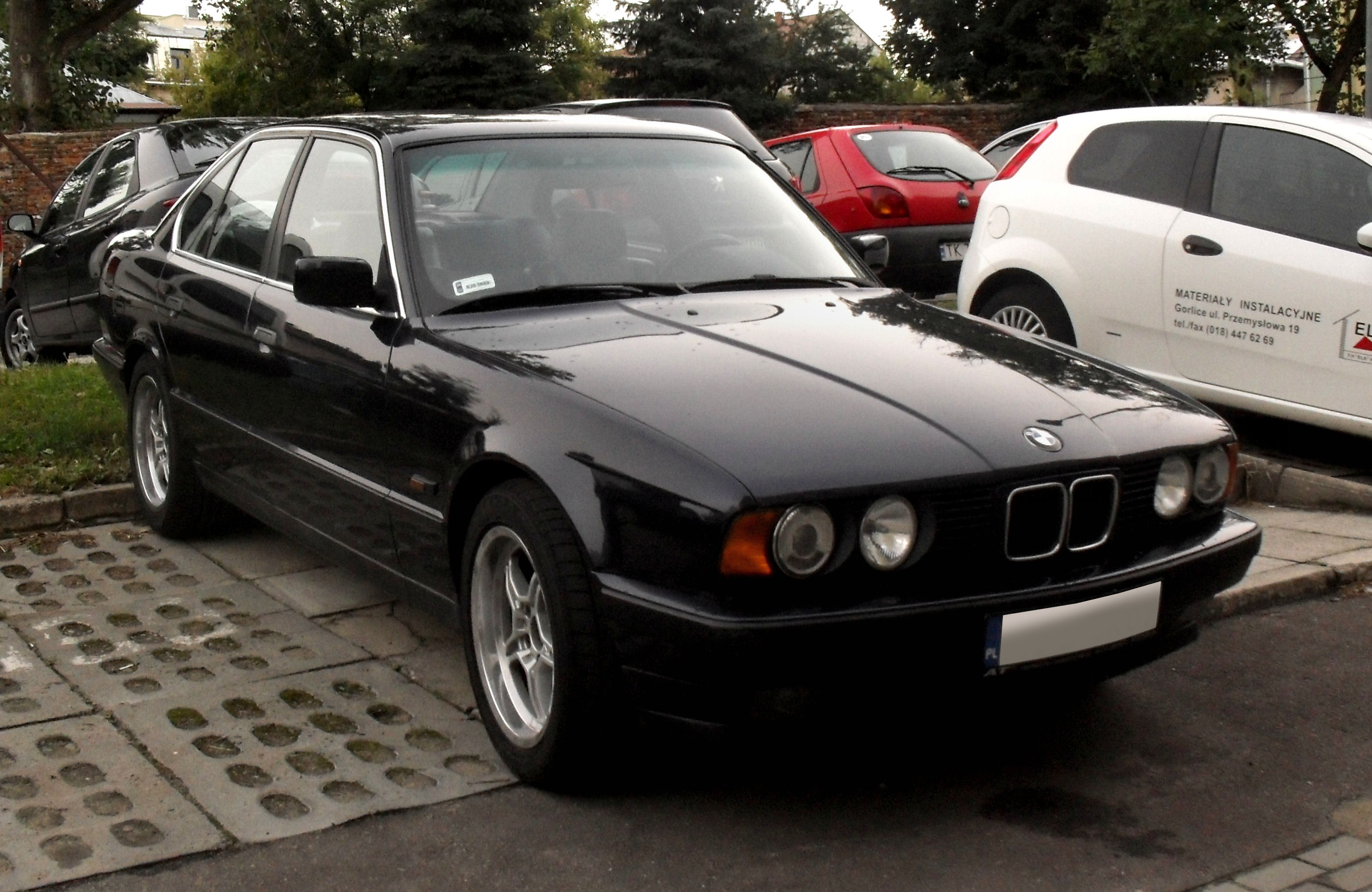
BMW Serie 5 (E34)
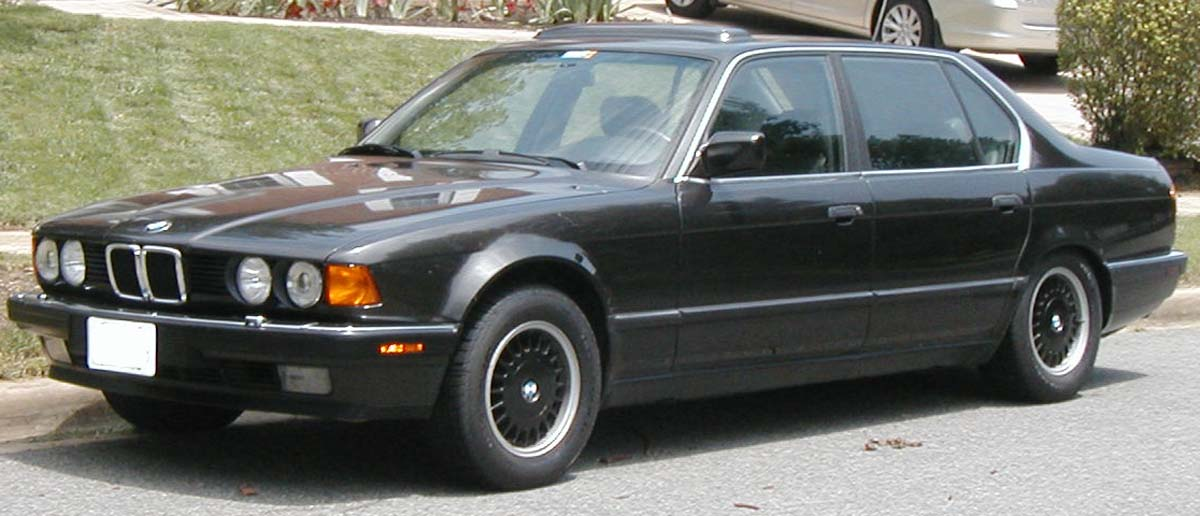
BMW Serie 7 (E32)
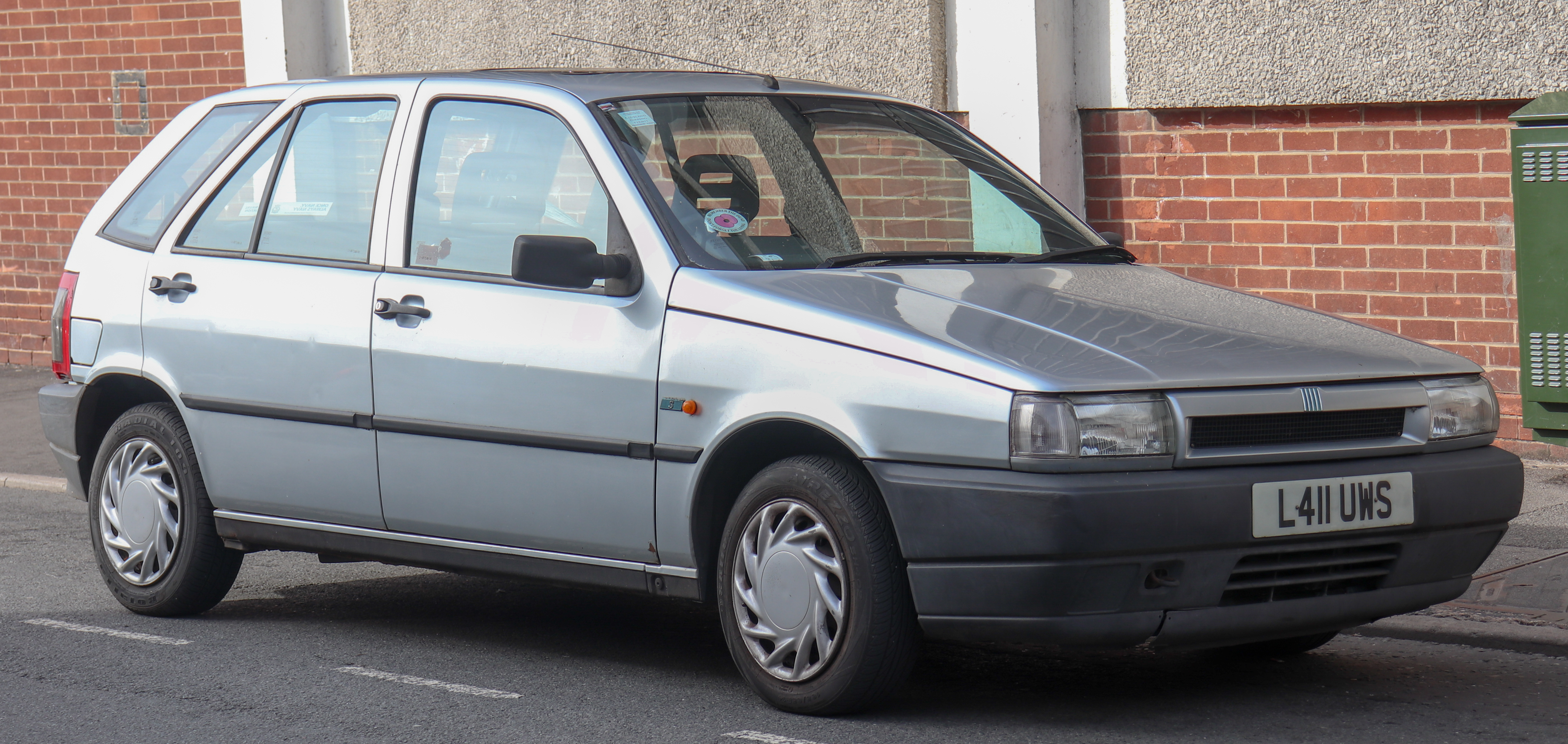
Fiat Tipo (160)
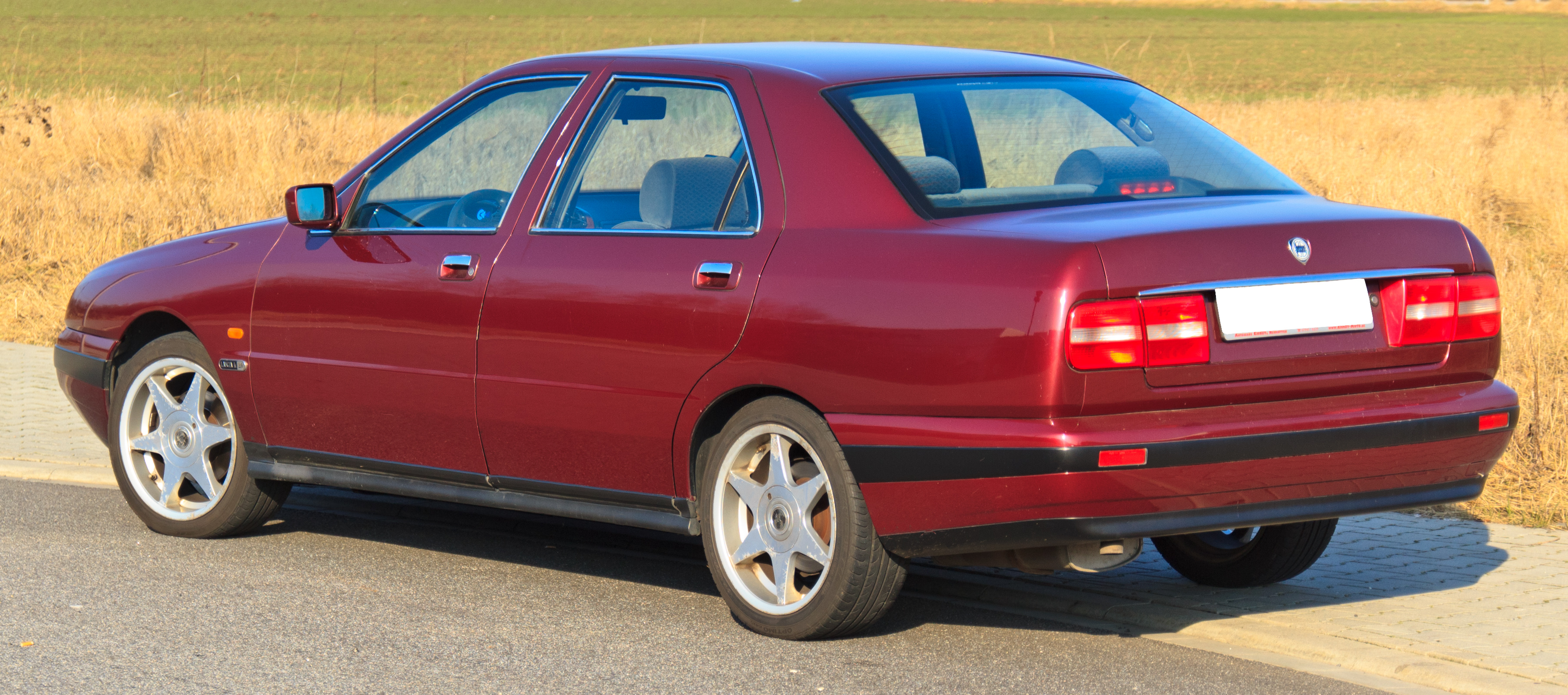
Lancia Kappa
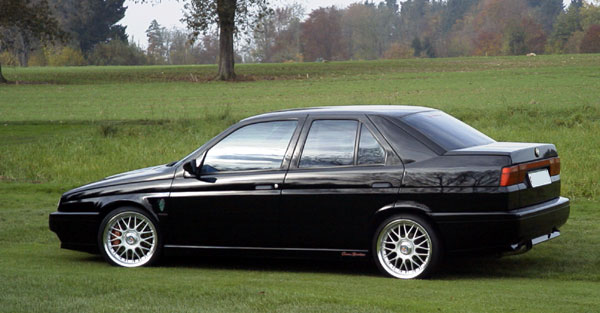
Alfa Romeo 155
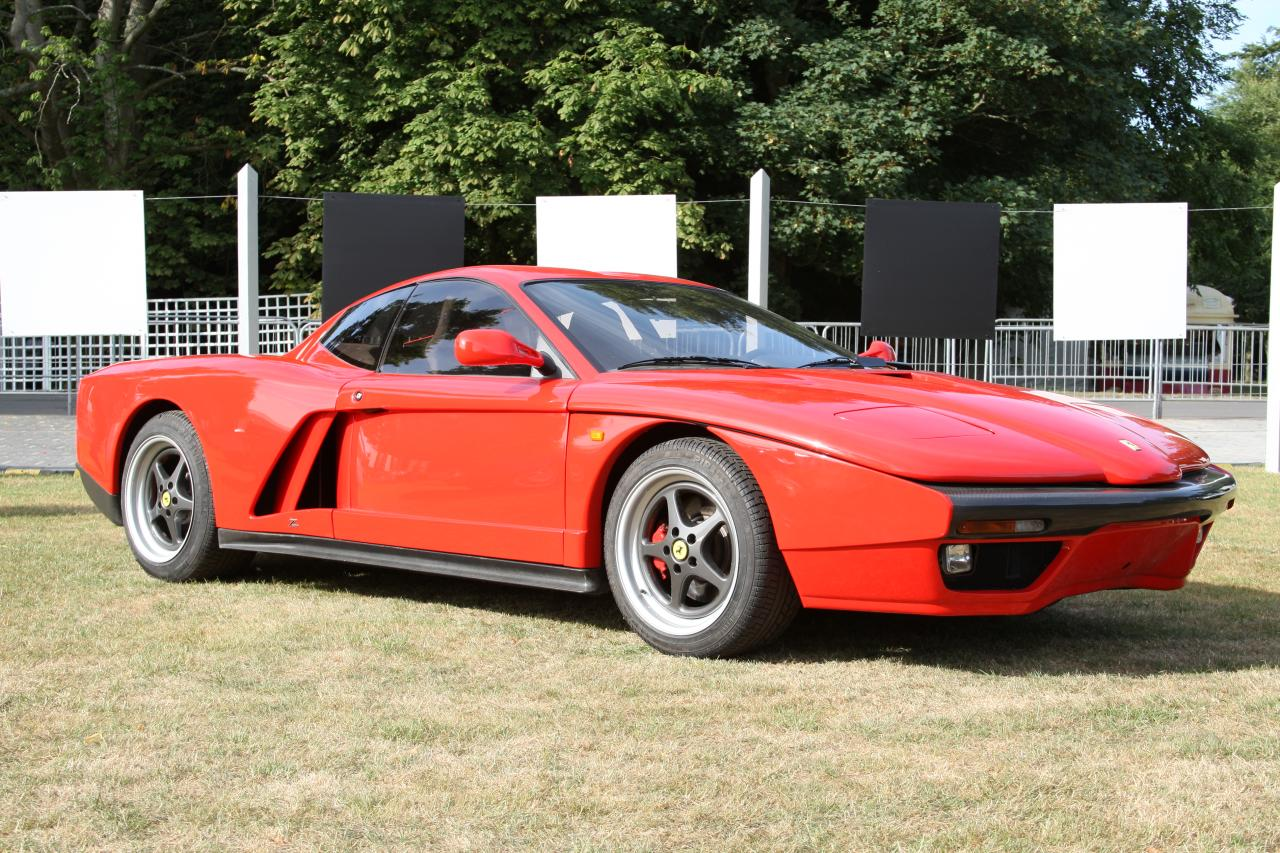
Ferrari FZ93 en el festival Goodwood 2010 de Speed.